# Bona Margarita de Saboya-Génova
Bona Margarita de Saboya-Génova (en italiano, Bona Margherita di Savoia-Genova; Agliè, 1 de agosto de 1896 - Roma, 2 de febrero de 1971) fue hija del príncipe Tomás de Saboya, duque de Génova, y de la princesa Isabel de Baviera. Desde su matrimonio, en 1921, con el príncipe Conrado de Baviera, fue conocida como princesa Conrado de Baviera.

## Familia y primeros años
Bona Margarita fue la tercera de los seis hijos del príncipe Tomás, duque de Génova, y de su esposa, la princesa Isabel de Baviera. Su padre era nieto del rey Carlos Alberto de Cerdeña. Entre sus hermanos estuvieron Fernando, tercer duque de Génova, Filiberto, cuarto duque de Génova, y Eugenio, quinto duque de Génova. Su madre era nieta del rey Luis I de Baviera. A través de su tía, Margarita de Saboya, era prima del rey Víctor Manuel III de Italia.
Bona Margarita nació en Castillo de Agliè, en el Piamonte. Su padre había comprado el castillo del siglo XI justo antes de casarse con la princesa Isabel. Pasaron su luna de miel allí.

## Matrimonio y descendencia
El 8 de enero de 1921, Bona Margarita se casó con su primo segundo, el príncipe Conrado de Baviera. Él era el hijo menor del príncipe Leopoldo de Baviera y de la archiduquesa Gisela de Austria. A través de su padre, era bisnieto del rey Luis I de Baviera, y a través de su madre, nieto del emperador Francisco José I de Austria. La boda tuvo lugar en el Castillo de Agliè, en el Piamonte (donde ella había nacido). Acudió el rey Víctor Manuel III de Italia, el príncipe heredero Humberto, y el duque de Aosta, entre otros. La boda destaca sobre todo porque fue el primer matrimonio real entre dos casas enemigas desde que la Primera Guerra Mundial empezó y acabó. También fue notable por la reunión de miembros de familias reales que representaban a las casas de Habsburgo, Saboya y Wittelsbach.
La pareja tuvo dos hijos:
- Amalia Isabel (15 de diciembre de 1921-28 de marzo de 1985), se casó con Humberto Poletti y tuvo descendencia.
- Eugenio (16 de julio de 1925[4] -1 de enero de 1997), se casó con la condesa Elena von Khevenhüller-Metsch; no tuvieron descendencia.

## Vida posterior
Al final de la Segunda Guerra Mundial, el príncipe Conrado fue arrestado por los militares franceses en Hinterstein. Lo llevaron a Lindau y fue temporalmente internado en el hotel Bayerischer Hof, junto con entre otros el príncipe heredero alemán Guillermo y el anterior diplomático nazi Hans Georg von Mackensen. La princesa Bona, que trabajó durante la guerra como enfermera, permaneció después con sus parientes en Saboya. Se le prohibió regresar a Alemania, y no se reunió con su familia hasta el año 1947. En años posteriores el príncipe Conrado trabajó en el Consejo de una empresa alemana, NSU.
Bona Margarita fue escultora. Murió el 2 de febrero de 1971 en Roma. Su marido, el príncipe Conrado, había muerto el 6 de septiembre de 1969.

## Ancestros
|  |                                               |  |  |  |  |  |  |  |  |  |  |  |  |  |  |  |
|  | 16. Carlos Manuel de Saboya-Carignano         |  |  |  |  |  |  |  |  |  |  |  |  |  |  |  |
|  |                                               |  |  |  |  |  |  |  |  |  |  |  |  |  |  |  |
|  |                                               |  |  |  |  |  |  |  |  |  |  |  |  |  |  |  |
|  | 8. Carlos Alberto de Cerdeña                  |  |  |  |  |  |  |  |  |  |  |  |  |  |  |  |
|  |                                               |  |  |  |  |  |  |  |  |  |  |  |  |  |  |  |
|  |                                               |  |  |  |  |  |  |  |  |  |  |  |  |  |  |  |
|  | 17. María Cristina de Sajonia                 |  |  |  |  |  |  |  |  |  |  |  |  |  |  |  |
|  |                                               |  |  |  |  |  |  |  |  |  |  |  |  |  |  |  |
|  |                                               |  |  |  |  |  |  |  |  |  |  |  |  |  |  |  |
|  | 4. Fernando de Saboya                         |  |  |  |  |  |  |  |  |  |  |  |  |  |  |  |
|  |                                               |  |  |  |  |  |  |  |  |  |  |  |  |  |  |  |
|  |                                               |  |  |  |  |  |  |  |  |  |  |  |  |  |  |  |
|  | 18. Fernando III de Toscana                   |  |  |  |  |  |  |  |  |  |  |  |  |  |  |  |
|  |                                               |  |  |  |  |  |  |  |  |  |  |  |  |  |  |  |
|  |                                               |  |  |  |  |  |  |  |  |  |  |  |  |  |  |  |
|  | 9. María Teresa de Toscana                    |  |  |  |  |  |  |  |  |  |  |  |  |  |  |  |
|  |                                               |  |  |  |  |  |  |  |  |  |  |  |  |  |  |  |
|  |                                               |  |  |  |  |  |  |  |  |  |  |  |  |  |  |  |
|  | 19. Luisa de Borbón-Dos Sicilias              |  |  |  |  |  |  |  |  |  |  |  |  |  |  |  |
|  |                                               |  |  |  |  |  |  |  |  |  |  |  |  |  |  |  |
|  |                                               |  |  |  |  |  |  |  |  |  |  |  |  |  |  |  |
|  | 2. Príncipe Tomás de Saboya, duque de Génova  |  |  |  |  |  |  |  |  |  |  |  |  |  |  |  |
|  |                                               |  |  |  |  |  |  |  |  |  |  |  |  |  |  |  |
|  |                                               |  |  |  |  |  |  |  |  |  |  |  |  |  |  |  |
|  | 20. Maximiliano de Sajonia                    |  |  |  |  |  |  |  |  |  |  |  |  |  |  |  |
|  |                                               |  |  |  |  |  |  |  |  |  |  |  |  |  |  |  |
|  |                                               |  |  |  |  |  |  |  |  |  |  |  |  |  |  |  |
|  | 10. Juan I de Sajonia                         |  |  |  |  |  |  |  |  |  |  |  |  |  |  |  |
|  |                                               |  |  |  |  |  |  |  |  |  |  |  |  |  |  |  |
|  |                                               |  |  |  |  |  |  |  |  |  |  |  |  |  |  |  |
|  | 21. Carolina de Borbón-Parma                  |  |  |  |  |  |  |  |  |  |  |  |  |  |  |  |
|  |                                               |  |  |  |  |  |  |  |  |  |  |  |  |  |  |  |
|  |                                               |  |  |  |  |  |  |  |  |  |  |  |  |  |  |  |
|  | 5. Isabel de Sajonia                          |  |  |  |  |  |  |  |  |  |  |  |  |  |  |  |
|  |                                               |  |  |  |  |  |  |  |  |  |  |  |  |  |  |  |
|  |                                               |  |  |  |  |  |  |  |  |  |  |  |  |  |  |  |
|  | 22. Maximiliano I de Baviera                  |  |  |  |  |  |  |  |  |  |  |  |  |  |  |  |
|  |                                               |  |  |  |  |  |  |  |  |  |  |  |  |  |  |  |
|  |                                               |  |  |  |  |  |  |  |  |  |  |  |  |  |  |  |
|  | 11. Amalia de Baviera                         |  |  |  |  |  |  |  |  |  |  |  |  |  |  |  |
|  |                                               |  |  |  |  |  |  |  |  |  |  |  |  |  |  |  |
|  |                                               |  |  |  |  |  |  |  |  |  |  |  |  |  |  |  |
|  | 23. Carolina de Baden                         |  |  |  |  |  |  |  |  |  |  |  |  |  |  |  |
|  |                                               |  |  |  |  |  |  |  |  |  |  |  |  |  |  |  |
|  |                                               |  |  |  |  |  |  |  |  |  |  |  |  |  |  |  |
|  | 1. Princesa Bona Margarita de Saboya-Génova   |  |  |  |  |  |  |  |  |  |  |  |  |  |  |  |
|  |                                               |  |  |  |  |  |  |  |  |  |  |  |  |  |  |  |
|  |                                               |  |  |  |  |  |  |  |  |  |  |  |  |  |  |  |
|  | 24. Maximiliano I de Baviera (= 22)           |  |  |  |  |  |  |  |  |  |  |  |  |  |  |  |
|  |                                               |  |  |  |  |  |  |  |  |  |  |  |  |  |  |  |
|  |                                               |  |  |  |  |  |  |  |  |  |  |  |  |  |  |  |
|  | 12. Luis I de Baviera                         |  |  |  |  |  |  |  |  |  |  |  |  |  |  |  |
|  |                                               |  |  |  |  |  |  |  |  |  |  |  |  |  |  |  |
|  |                                               |  |  |  |  |  |  |  |  |  |  |  |  |  |  |  |
|  | 25. Augusta Guillermina de Hesse-Darmstadt    |  |  |  |  |  |  |  |  |  |  |  |  |  |  |  |
|  |                                               |  |  |  |  |  |  |  |  |  |  |  |  |  |  |  |
|  |                                               |  |  |  |  |  |  |  |  |  |  |  |  |  |  |  |
|  | 6. Adalberto de Baviera                       |  |  |  |  |  |  |  |  |  |  |  |  |  |  |  |
|  |                                               |  |  |  |  |  |  |  |  |  |  |  |  |  |  |  |
|  |                                               |  |  |  |  |  |  |  |  |  |  |  |  |  |  |  |
|  | 26. Federico de Sajonia-Altemburgo            |  |  |  |  |  |  |  |  |  |  |  |  |  |  |  |
|  |                                               |  |  |  |  |  |  |  |  |  |  |  |  |  |  |  |
|  |                                               |  |  |  |  |  |  |  |  |  |  |  |  |  |  |  |
|  | 13. Teresa de Sajonia-Hildburghausen          |  |  |  |  |  |  |  |  |  |  |  |  |  |  |  |
|  |                                               |  |  |  |  |  |  |  |  |  |  |  |  |  |  |  |
|  |                                               |  |  |  |  |  |  |  |  |  |  |  |  |  |  |  |
|  | 27. Carlota Georgina de Mecklemburgo-Strelitz |  |  |  |  |  |  |  |  |  |  |  |  |  |  |  |
|  |                                               |  |  |  |  |  |  |  |  |  |  |  |  |  |  |  |
|  |                                               |  |  |  |  |  |  |  |  |  |  |  |  |  |  |  |
|  | 3. Isabel de Baviera                          |  |  |  |  |  |  |  |  |  |  |  |  |  |  |  |
|  |                                               |  |  |  |  |  |  |  |  |  |  |  |  |  |  |  |
|  |                                               |  |  |  |  |  |  |  |  |  |  |  |  |  |  |  |
|  | 28. Carlos IV de España                       |  |  |  |  |  |  |  |  |  |  |  |  |  |  |  |
|  |                                               |  |  |  |  |  |  |  |  |  |  |  |  |  |  |  |
|  |                                               |  |  |  |  |  |  |  |  |  |  |  |  |  |  |  |
|  | 14. Francisco de Paula de Borbón              |  |  |  |  |  |  |  |  |  |  |  |  |  |  |  |
|  |                                               |  |  |  |  |  |  |  |  |  |  |  |  |  |  |  |
|  |                                               |  |  |  |  |  |  |  |  |  |  |  |  |  |  |  |
|  | 29. María Luisa de Parma                      |  |  |  |  |  |  |  |  |  |  |  |  |  |  |  |
|  |                                               |  |  |  |  |  |  |  |  |  |  |  |  |  |  |  |
|  |                                               |  |  |  |  |  |  |  |  |  |  |  |  |  |  |  |
|  | 7. Amalia de Borbón                           |  |  |  |  |  |  |  |  |  |  |  |  |  |  |  |
|  |                                               |  |  |  |  |  |  |  |  |  |  |  |  |  |  |  |
|  |                                               |  |  |  |  |  |  |  |  |  |  |  |  |  |  |  |
|  | 30. Francisco I de las Dos Sicilias           |  |  |  |  |  |  |  |  |  |  |  |  |  |  |  |
|  |                                               |  |  |  |  |  |  |  |  |  |  |  |  |  |  |  |
|  |                                               |  |  |  |  |  |  |  |  |  |  |  |  |  |  |  |
|  | 15. Luisa Carlota de las Dos Sicilias         |  |  |  |  |  |  |  |  |  |  |  |  |  |  |  |
|  |                                               |  |  |  |  |  |  |  |  |  |  |  |  |  |  |  |
|  |                                               |  |  |  |  |  |  |  |  |  |  |  |  |  |  |  |
|  | 31. María Isabel de España                    |  |  |  |  |  |  |  |  |  |  |  |  |  |  |  |
|  |                                               |  |  |  |  |  |  |  |  |  |  |  |  |  |  |  |
|  |                                               |  |  |  |  |  |  |  |  |  |  |  |  |  |  |  |

## Títulos
- 1 de agosto de 1896-8 de enero de 1921: Su Alteza Real la princesa Bona-Margarita de Saboya-Génova.
- 8 de enero de 1921-6 de septiembre de 1969: Su Alteza Real la princesa Conrado de Baviera.
- 6 de septiembre de 1969-2 de febrero de 1971: Su Alteza Real la princesa viuda Conrado de Baviera.